# Богдановецька сільська рада
Богданове́цька сільська́ ра́да — адміністративно-територіальна одиниця та орган місцевого самоврядування в Деражнянському районі Хмельницької області. Адміністративний центр — село Богданівці.

## Загальні відомості
Богдановецька сільська рада утворена в квітні 1944 року.
- Територія ради: 29,874 км²
- Населення ради: 889 осіб (станом на 2001 рік)
- Територією ради протікає річка Вовк

## Населені пункти
Сільській раді були підпорядковані населені пункти:
- с. Богданівці
- с. Березове

## Склад ради
Рада складалася з 12 депутатів та голови.
- Голова ради: Ватич Діна Юріївна
- Секретар ради: Мазур Ніна Яківна

### Керівний склад попередніх скликань
| Прізвище, ім'я, по батькові | Основні відомості                                                 | Дата обрання | Дата звільнення |
| --------------------------- | ----------------------------------------------------------------- | ------------ | --------------- |
| Ватич Діана Юріївна         | Сільський голова, 1957 року народження, член Народної партії      | 26.03.2006   | 31.10.2010      |
| Ватич Діна Юріївна          | Сільський голова, 1957 року народження, освіта вища, позапартійна | 31.10.2010   |                 |

Примітка: таблиця складена за даними сайту Верховної Ради України

### Депутати
За результатами місцевих виборів 2010 року депутатами ради стали:

#### За суб'єктами висування
| Суб'єкт висування                 | Кількість обраних депутатів | %    |
| --------------------------------- | --------------------------- | ---- |
| Народна партія                    | 6                           | 50   |
| Партія регіонів                   | 4                           | 33,3 |
| Єдиний Центр                      | 1                           | 8,3  |
| Політична партія «Сильна Україна» | 1                           | 8,3  |

#### За округами
| № округу                          | Прізвище, ім'я, по батькові     | Дата визнання обраним | Освіта  | Партійна приналежність | Відомості про обраного депутата                             |
| --------------------------------- | ------------------------------- | --------------------- | ------- | ---------------------- | ----------------------------------------------------------- |
| Єдиний Центр                      |                                 |                       |         |                        |                                                             |
| 6                                 | Спасік Поліна Іларіонівна       | 03.11.2010            | середня | член Єдиного Центру    | приватний підприємець                                       |
| Народна Партія                    |                                 |                       |         |                        |                                                             |
| 1                                 | Солоп'єва Валентина Анатоліївна | 03.11.2010            | вища    | позапартійна           | Богдановецька загальноосвітня школа І-ІІ ст., вчитель       |
| 3                                 | Стецюк Людмила Леонтіївна       | 03.11.2010            | середня | позапартійна           | Богдановецька загальноосвітня школа І-ІІ ст., техпрацівниця |
| 7                                 | Парух Тамара Василівна          | 03.11.2010            | середня | позапартійна           | Богдановецька сільська рада, техпрацівниця                  |
| 10                                | Прокопишена Ніна Степанівна     | 03.11.2010            | середня | позапартійна           | «Хмельницька маслосирбаза», продавець                       |
| 11                                | Лосєева Оксана Василівна        | 03.11.2010            | вища    | позапартійна           | м. Хмельницький, механік зв'язку                            |
| 12                                | Мамчун Тетяна Миколаївна        | 03.11.2010            | середня | позапартійна           | пенсіонер                                                   |
| Партія регіонів                   |                                 |                       |         |                        |                                                             |
| 2                                 | Мазур Ніна Яківна               | 03.11.2010            | середня | член Партії регіонів   | Богдановецька сільська рада, секретар                       |
| 4                                 | Нечипорук Віктор Миколайович    | 03.11.2010            | середня | позапартійний          | приватний підприємець                                       |
| 8                                 | Манзолевська Галина Миколаївна  | 03.11.2010            | середня | член Партії регіонів   | тимчасово не працює                                         |
| 9                                 | Драч Діна Іванівна              | 03.11.2010            | середня | член Партії регіонів   | Станція Хмельницький, техпрацівниця                         |
| Політична партія «Сильна Україна» |                                 |                       |         |                        |                                                             |
| 5                                 | Дериконь Віталій Васильович     | 03.11.2010            | середня | позапартійний          | ВАТ «Хмельницький цукровий завод», різноробочий             |